# Peter Lerche (Anthropologe)
Peter Thomas Lerche (* im 20. Jahrhundert in Deutschland) ist ein deutsch-peruanischer Anthropologe und Altamerikanist. Er beschäftigt sich vor allem mit dem prähistorischen Volk der Chachapoya.

## Leben
Lerche studierte Anthropologie und Ethnologie. 1985 wurde Lerche an der FU Berlin promoviert. 1983 zog Lerche nach Peru und arbeitete dort später für das Instituto Nacional de Cultura del Perú als Berater für Tourismusentwicklung und als Direktor der Abteilung zur Konservierung von archäologischen Monumenten. 1998 gründete er die nichtstaatliche Camayoc Foundation, die sich um den Schutz der peruanischen Kulturgeschichte kümmert. Von 2007 bis 2010 war er Bürgermeister der Stadt Chachapoyas in Peru.
Lerche ist mit einer Peruanerin verheiratet und hat auf die deutsche Staatsangehörigkeit verzichtet.

## Schriften
- Häuptlingstum Jalca. Bevölkerung und Ressourcen bei den vorspanischen Chachapoya, Peru. Berlin 1986, ISBN 3-496-00859-8 (= Dissertation)
- Los Chachapoya y los Simbolos de su Historia. Lima 1995.
- Chachapoyas. Guia de viajeros. Lima 1996.